# VB-серия
VB (сокр. от англ. Vertical Bomb — Вертикально (падающая) бомба) — серия управляемых свободнопадающих авиабомб, разработанных ВВС Армии США во время Второй Мировой Войны. Включала ряд видов управляемых авиабомб, предназначавшихся для сбрасывания с борта тяжелых бомбардировщиков на наземные объекты. В боевых действиях успела принять участие лишь первая авиабомба в серии, AZON, но две другие — RAZON и TARZON — применялись в Корейской Войне.

## История
Бомбардировочные операции союзных ВВС во Вторую Мировую продемонстрировали сложность поражения с высоколетящего горизонтального бомбардировщика точечных целей, особенно столь небольших как мосты или плотины. Даже самые совершенные на тот момент бомбовые прицелы «Norden» не могли обеспечить приемлемой точности попадания неуправляемой авиабомбой с высоты в 7-8 км. Единственным способом было ковровое бомбометание по району цели, что приводило к значительному расходу бомб и необходимости задействования огромного количества самолетов.

Пытаясь найти способ сократить наряд сил, необходимый для поражения наземных объектов, ВВС США начали исследования в области разработки управляемых по радио бомб, которые применялись с высокой точностью против точечных целей. Программа работ была официально начата в 1943 году под эгидой ATSC (Air Technical Service Command).

## Проекты
VB-1 — см. AZON (аббревиатура от Azimuth Only, то есть наведение только по азимуту). Первая бомба в серии VB, единственная, активно применявшаяся в ходе Второй Мировой Войны. Принята на вооружение в феврале 1944. Имела радиокомандное наведение только по азимуту, с визуальным отслеживанием оператором. Наведение по дистанции отсутствовало, что ограничивало ее применение атаками протяженных целей вроде мостов. После Второй Мировой снята с вооружения.
VB-3/VB-4' — см. RAZON (Range and Azimuth Only). Модифицированная версия VB-1, наводящаяся по дистанции и по азимуту. Не успела к окончанию Второй Мировой, но достаточно активно применялась в Корейской Войне.
VB-5 — самонаводящаяся бомба, созданная на основе RAZON. Вместо радиокомандного управления имела фотоактивную головку самонаведения, наводящуюся на освещенные объекты. Ввиду многочисленных недостатков не пошла в серийное производство.
VB-6 Felix — самонаводящаяся 450-кг бомба с инфракрасной головкой наведения. Создана на основе RAZON. Предназначалась для применения против теплоконтрастных, излучающих тепло объектов (в том числе кораблей с работающими силовыми установками). Бомба испытывалась с некоторым успехом в 1945 году. Тем не менее, головка самонаведения слишком легко отвлекалась на любые посторонние источники тепла, и бомба не была принята на вооружение. Практически аналогичная бомба была разработана позднее ВМФ США под обозначением ASM-N-4 Dove, испытывалась в 1949 году, но не была принята на вооружение.
VB-7, VB-8 — телевизионно наводящиеся авиабомбы с телекамерой в носовой части. Не прошли приемных испытаний и не были приняты на вооружение.
Douglas VB-9/VB-10/VB-11/VB-12 Roc — серия авиабомб, разработанная в рамках программы VB фирмой Douglas. От обычных авиабомб серии VB их отличали более развитые крылья и рулевые плоскости, предназначенные для стабилизации в полете.
Бомба VB-9, оснащенная широкими крестообразно расположенными крыльями, имела нестандартное полуактивное радиокомандное наведение. Расположенный в носовой части бомбы радар сканировал поверхность под бомбой, а отраженные лучи принимались самолетом-носителем, и оператор бомбы, на основании полученного изображения, должен был наводить бомбу при помощи командного управления. Практика показала несостоятельность концепции, так как радары того времени не могли дать достаточно четкую картину местности, и после испытаний в 1945, бомба была отменена.
Бомбы последующих серий имели кольцевое крыло и различные системы наведения. VB-10 должна была наводиться с помощью телекамеры. VB-11 наводилась самостоятельно на инфракрасное излучение, и VB-12 управлялась оператором подобно RAZON. Ни одна из бомб не прошла испытаний, и в мае 1945 вся программа «Roc» была закрыта.
VB-13 — см. Tarzon, (Tallboy Range and Azimuth Only). Управляемая сверхтяжелая бомба на основании 5-тонной британской «бомбы-землетрясения». Применялась с некоторым успехом в Корее в 1951 году, но из-за ненадежности предохранительных механизмов (два случая детонации при сбросе с малой высоты шедшим на аварийную посадку самолетом) была снята с вооружения.